# Claxby by Normanby
Claxby by Normanby – wieś i civil parish w Anglii, w Lincolnshire, w dystrykcie West Lindsey. W 2011 civil parish liczyła 228 mieszkańców. Claxby by Normanby jest wspomniana w Domesday Book (1086) jako Clachesbi.